# داني الشبح
داني الشبح (بالإنجليزية: Danny Phantom) هو مسلسل رسوم متحركة أمريكي من إنتاج بوتش هارتمان على نكلوديون. تم إنتاجه من قبل استوديوهات بيليونفورد وتوزيعه من قبل نيلفانا، وهي شركة رسوم متحركة كندية، وتلفزيون باراماونت. يتبع المسلسل لقصة فتى يتحول إلى نصف إنسان-نصف شبح، وذلك بعد تعرضه لحادث في بوابة بين عالم البشر ونطاق الأشباح"، ويأخذ على عاتقه مهمة إنقاذ مدينته والعالم من هجوم الأشباح باستخدام القوى الخارقة. ويساعده في مغامراته صديقاه المفضلين سالي وطارق، ولاحقا أخته الأكبر سعاد، وهم الوحيدون الذي يعرفون بأمر حياته المزدوجة.
عرضت الحلقة الأولى في 3 أبريل 2004 وانتهى في 24 أغسطس 2007، بما مجموعه 53 حلقة في ثلاثة مواسم. تلقى المسلسل إشادة من النقاد والجمهور، ووجه الثناء في المقام الأول إلى طاقم الممثلين والقصة والمواضيع التي تأثرت بالقصص المصورة. وقد ذكر هارتمان نفسه أن المسلسل قد يكون أكثر أعماله شعبية، رغم عمره الإنتاجي القصير نسبيا مقارنة بمسلسل الوالدان السحريان. أنتجت من المسلسل ألعاب فيديو وإصدارات فيديو منزلية، وكذلك ألعاب ومختلف البضائع الأخرى .

## القصة
قصة داني الشبح عن فتى يدعى داني لديه صديقان هما طارق وسالي، أما داني فله أبوان مشغولان بمحاربة الأشباح ، وكلا الوالدين يقوم بصناعة أجهزة تساعدهما في القضاء على الأشباح وذات ليلة صنع أبوه جهازا كي يرى الأشباح ولكنه فشل كالعادة فأخذ داني يتفحصه هو وأصدقائه، وفجأة ضغط على زر بالخطأ فتحول داني إلى نصف فتى ونصف شبح ويلاقي داني في حياته العديد من الأشباح ومهمته القضاء عليهم.

## الشخصيات

### الشحصيات الرئيسية
- داني فلتة (Daniel "Danny" Fenton)
- سالي تحفة (Sam Manson)
- طارق الفولي (Tucker Foley)
- سعاد فلتة (Jasmine "Jazz" Fenton)
- جاد فلتة (Jack Fenton)
- مادي فلتة (Maddie Fenton)
- دانيال فلتة (Danielle "Dani" Fenton)

### شخصيات أخرى
- عضل (Dash Baxter)
- أستاذ شلبي (Mr. Lancer)
- ياسمينة (Paulina)

### الأشباح
- رشاد أسياد (Vlad Plasmius)
- جمجم (Skulker)
- عنبر مكلين (Ember McLain)
- شبح العلبة (Box Ghost)

## الأصوات العربية
- كريم الحسيني - داني فلتة
- شادي خفاجة - طارق الفولي
- لمياء عبد الحميد - سالي تحفة
- رشا جابر - سعاد فلتة
- عمرو عبد العزيز - جاد فلتة
- سلوى عبد الوهاب - مادي فلتة
- أحمد زاهر - أستاذ شلبي
- معوض إسماعيل - عوني وسيد زعتر
- كمال عطية - عضل
- عادل خلف - رشاد أسياد
- إيمان غنيم - هايدي
- جهاد أبو العينين - جمجم
- شهاب إبراهيم - تِقَني شبح الآلات
- أماني البحطيطي

## الحلقات
| الموسم | الحلقات | الصدور الأول  | الصدور الأخير |
| ------ | ------- | ------------- | ------------- |
| 1      | 20      | 3 أبريل 2004  | 17 يونيو 2005 |
| 2      | 20      | 24 يونيو 2005 | 9 يونيو 2006  |
| 3      | 13      | 9 أكتوبر 2006 | 24 أغسطس 2007 |